# Lars Holmer
Lars Holmer (ur. 1960) – szwedzki paleontolog (brachiopodolog).

## Elementy biografii
Studiował na Uniwersytecie w Uppsali, gdzie w 1983 uzyskał licencjat. Na tej samej uczelni w 1988 uzyskał doktorat. W latach 1986–1991 pracował w Muzeum Historii Naturalnej w Sztokholmie, a od 1991 do chwili obecnej (2025) jest zatrudniony na Uniwersytecie w Uppsali. Od 2000 jest tam profesorem geologii historycznej i paleontologii. W 2019 otrzymał nagrodę im. Björkéna.

## Osiągnięcia naukowe

### Znaczenie w historii nauki

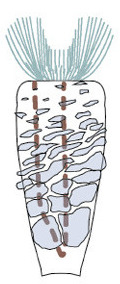
Schematyczna rekonstrukcja kambryjskiego tommotiida Eccentrotheca

Przedmiotem badań Holmera są najstarsze ramienionogi (kambryjskie i ordowickie) w kontekście pochodzenia i wczesnej ewolucji tego typu i innych czułkowców (w tym tommotiidów). Holmer i współautorzy wykazali, że wczesnokambryjska Heliomedusa, znana z fauny z Chengjiang, jest pierwotnym ramienionogiem. Holmer był także współautorem rekonstrukcji sklerytomu Eccentrotheca, tommotiida łączącego cechy ramienionogów i kryzelnic. W swoich badaniach Holmer wykorzystuje dane porównawcze o ramienionogach współczesnych, dzięki czemu w niektórych przypadkach na podstawie skamieniałości można wnioskować o przebiegu ontogenezy organizmów wymarłych: wykazano na przykład, że rodzaj Schizambon z wymarłego rzędu Siphonotretida miał larwę planktotroficzną, która przed przeobrażeniem osiedlała się na stronie brzusznej.

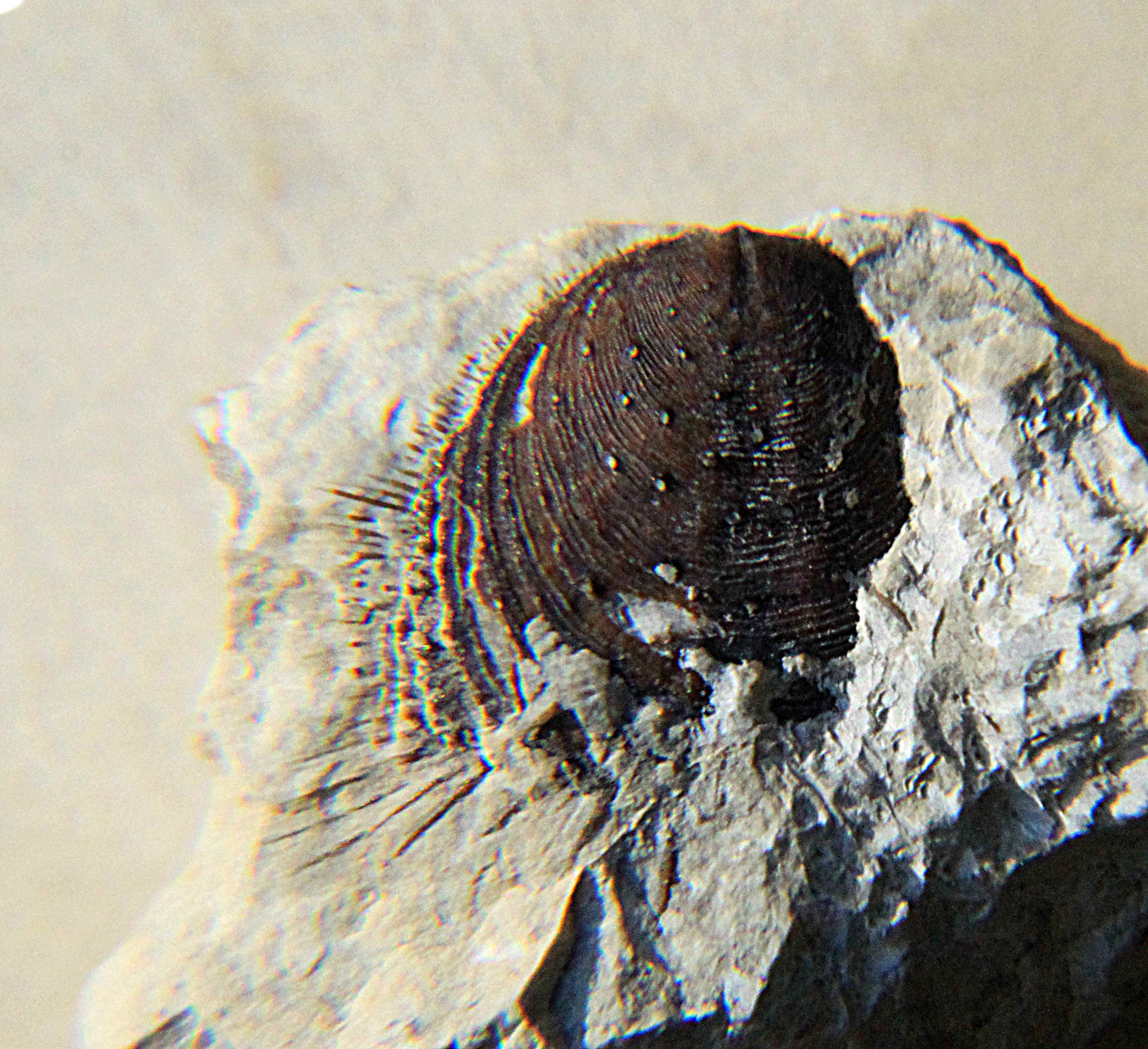
Ordowicki ramienionóg bezzawiasowy Schizambon perspinosum (rząd Acrotretida)

Lars Holmer jest współautorem powszechnie przyjętej klasyfikacji ramienionogów, w tym nazw wszystkich trzech podtypów: Linguliformea Williams, Carlson, Brunton, Holmer & Popov, 1996, Craniiformea Popov, Bassett, Holmer & Laurie, 1993 oraz Rhynchonelliformea Williams, Carlson, Brunton, Holmer & Popov, 1996. Opisał też samodzielnie lub we współautorstwie liczne taksony niższego rzędu, na przykład rodzinę Pseudolingulidae Holmer, 1991 oraz rodzaje Cyrtonotreta Holmer, 1989, Biernatia Holmer, 1989, Tilasia Holmer, 1991, Erbotreta Holmer & Ushatinskaya, 1994, Diencobolus Holmer, Popov, Koneva & Bassett, 2001, Thulecrania Holmer, Popov & Bassett, 2013, Karlsorus Jin & Holmer, 2017, Palaeotreta Zhang, Holmer, Chen & Brock, 2020 i Jagoellus Brock, Zhang & Holmer, 2025. Jest jednym z autorów Treatise on Invertebrate Paleontology.

### Wybrane publikacje
- Middle Ordovician phosphatic inarticulate brachiopods from Västergotland and Dalarna, Sweden (1989)[11]
- A supra-ordinal classification of the Brachiopoda (Williams, Carlson, Brunton, Holmer & Popov, 1996)[9]
- Class Lingulata (Holmer & Popov, 2000)[19]
- A stem group brachiopod from the Lower Cambrian: Support for a Micrina (halkieriid) ancestry (Holmer, Skovsted & Williams, 2002)[20]
- Brachiopods: origin and early history (Harper, Popov & Holmer, 2017)[21]

## Upamiętnienie
Na jego cześć nazwano gatunek ordowickiego ramienionoga bezzawiasowego Pomeraniotreta holmeri Mergl, 1995.